# Crête-à-Pierrot
La Crête-à-Pierrot è stata una cannoniera della marina di Haiti.

## Servizio

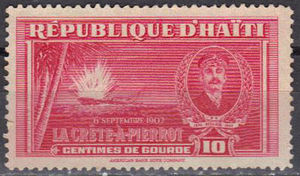
Francobollo stampato nel 1943 per i 40 anni dell'affondamento, raffigurante l'ammiraglio Killick e, sulla sinistra, l'esplosione della Crête-à-Pierrot

Ai comandi dell'ammiraglio Hammerton Killick, la Crête-à-Pierrot si era unita alle forze ribelli che combattevano il governo provvisorio di Pierre Théoma Boisrond-Canal. Il 2 settembre 1902, al largo di Cap-Haïtien, la nave fermò un piroscafo tedesco, il Markomannia, per sospetto contrabbando. Il capitano della nave haitiana, un mercenario britannico di nome Read, credeva che la nave tedesca stesse trasportando armi e rifornimenti per le forze governative. Alcuni membri dell'equipaggio della Crête-à-Pierrot salirono quindi a bordo del Markomannia e, trovati le armi e i rifornimenti, li trasportarono a bordo della cannoniera haitiana, lasciando poi il piroscafo libero di proseguire per la propria rotta. L'operazione causò le proteste, non solo del capitano del Markomannia, ma anche del console tedesco di Cap-Haïtien ed in seguito  dei cittadini tedeschi residenti ad Haiti. La Kaiserliche Marine inviò così la nuova cannoniera SMS Panther ad Haiti, con l'ordine di affondare la Crête-à-Pierrot. Sebbene dotata di un armamento inferiore alla Crête-à-Pierrot, la Panther riuscì a bloccare la cannoniera haitiana in porto. Ormai sotto il fuoco nemico, Killick ordinò l'evacuazione della nave e si fece saltare in aria con essa.

## Nella cultura di massa
Nel 1943, nel 40º anniversario dell'affondamento, Haiti stampò un francobollo col ritratto di Killick
Nello stesso anno, il poeta haitiano Charles Moravia scrisse un dramma ispirato alla vicenda, dal titolo L'amiral Killick: drame historique aux trois tableaus. Il giorno dell'affondamento della Crête-à-Pierrot fu in seguito celebrato dalla Kriegsmarine.